# Отношение эквивалентности
Отношение эквивалентности — бинарное отношение между элементами данного множества, свойства которого сходны со свойствами отношения равенства.

## Определение
Отношение эквивалентности ({\displaystyle \sim }) на множестве {\displaystyle X} — это бинарное отношение, для которого при любых {\displaystyle a,b,c} из {\displaystyle X} выполнены следующие условия:
1. рефлексивность: {\displaystyle a\sim a};
2. симметричность: если {\displaystyle a\sim b}, то {\displaystyle b\sim a};
3. транзитивность: если {\displaystyle a\sim b} и {\displaystyle b\sim c}, то {\displaystyle a\sim c}.

Запись вида «{\displaystyle a\sim b}» читается как «{\displaystyle a} эквивалентно {\displaystyle b}».

## Связанные определения
Классом эквивалентности {\displaystyle [a]\subset X} элемента {\displaystyle a\in X} называется подмножество элементов, эквивалентных {\displaystyle a}; то есть,
{\displaystyle [a]=\{\,x\in X\mid x\sim a\,\}}.
Из вышеприведённого определения немедленно следует, что если {\displaystyle b\in [a]}, то {\displaystyle [a]=[b]}.
Фактормножество — множество всех классов эквивалентности заданного множества {\displaystyle X} по заданному отношению {\displaystyle \sim }, обозначается {\displaystyle X/{\sim }}.
Для класса эквивалентности элемента {\displaystyle a} используются следующие обозначения: {\displaystyle [a]}, {\displaystyle a/{\sim }}, {\displaystyle {\overline {a}}}.
Множество классов эквивалентности по отношению {\displaystyle \sim } является разбиением множества.

## Примеры
- Равенство («{\displaystyle =}»), тривиальное отношение эквивалентности на любом множестве, в частности, вещественных чисел.
- Сравнение по модулю: а ≡ b (mod n).
- В евклидовой геометрии
  - Отношение конгруэнтности («{\displaystyle \cong }»).
  - Отношение подобия («{\displaystyle \sim }»).
  - Отношение параллельности прямых («{\displaystyle \|}») (если считать каждую прямую параллельной самой себе).
- Эквивалентность функций в математическом анализе:
Говорят, что функция {\displaystyle f(x)} эквивалентна функции {\displaystyle g(x)} при {\displaystyle x\rightarrow x_{0}}, если она допускает представление вида {\displaystyle f(x)=\alpha (x)g(x)}, где {\displaystyle \alpha (x)\rightarrow 1} при {\displaystyle x\rightarrow x_{0}}. В этом случае пишут {\displaystyle f(x)\sim g(x)}, напоминая при необходимости, что речь идёт о сравнении функций при {\displaystyle x\rightarrow x_{0}}. Если {\displaystyle g(x)\neq 0} при {\displaystyle x\neq x_{0}}, эквивалентность функций {\displaystyle f(x)} и {\displaystyle g(x)} при {\displaystyle x\rightarrow x_{0}}, очевидно, равносильна соотношению {\displaystyle \lim _{x\rightarrow x_{0}}{\frac {f(x)}{g(x)}}=1}.
- Эквивалентность норм на векторном пространстве.
- Отношение равномощности множеств.
- Изоморфизм групп, колец, векторных пространств
- Эквивалентность категорий.
- Изоморфизм в некоторой категории задаёт отношение эквивалентности на этой категории.
- Эквивалентность гладких атласов гладкого многообразия.

## Классы эквивалентности
Множество всех классов эквивалентности, отвечающее отношению эквивалентности {\displaystyle \sim }, обозначается символом {\displaystyle X/{\sim }} и называется фактормножеством относительно {\displaystyle \sim }.
При этом сюръективное отображение
{\displaystyle p\colon x\mapsto [x]}
называется естественным отображением (или канонической проекцией) {\displaystyle X} на фактормножество {\displaystyle X/{\sim }}.
Пусть {\displaystyle X} и {\displaystyle Y} — множества, {\displaystyle f\colon X\to Y} — отображение, тогда бинарное отношение {\displaystyle x\sim y}, определённое правилом
{\displaystyle x\sim y\iff f(x)=f(y),\quad x,y\in X},
является отношением эквивалентности на {\displaystyle X}.
При этом отображение {\displaystyle f} индуцирует отображение {\displaystyle {\overline {f}}\colon X/{\sim }\to Y}, определяемое правилом
{\displaystyle {\overline {f}}([x])=f(x)}
или, что то же самое,
{\displaystyle ({\overline {f}}\circ p)(x)=f(x)}.
При этом получается факторизация отображения {\displaystyle f} на сюръективное отображение {\displaystyle p} и инъективное отображение {\displaystyle {\overline {f}}}.